# Acomys johannis
Acomys johannis is een knaagdier uit het geslacht der stekelmuizen (Acomys) dat voorkomt van Burkina Faso, Zuid-Niger en Noord-Benin via Nigeria tot Noord-Kameroen. Deze soort behoort tot het ondergeslacht Acomys en is daarbinnen mogelijk verwant aan A. mullah uit de Hoorn van Afrika. In oudere indelingen is A. johannis in de Egyptische stekelmuis (A. cahirinus) en later in A. cineraceus geplaatst. Het karyotype bedraagt 2n=66 of 68.